# Euselasia nycha
Euselasia nycha är en fjärilsart som beskrevs av Jacob Hübner 1823. Euselasia nycha ingår i släktet Euselasia och familjen Riodinidae. Inga underarter finns listade i Catalogue of Life.